# Lijst van rosmolens in Nederland
In Nederland stonden halverwege de 19e eeuw nog ongeveer 1300 rosmolens. Daarvan zijn er nu nog zo een 30 over. De meeste zijn kleinere karnmolens in boerderijen.
| Naam                                   | Plaats                 | Gemeente               | Provincie     | Functie              | Maalvaardigheid  | Foto |
| -------------------------------------- | ---------------------- | ---------------------- | ------------- | -------------------- | ---------------- | ---- |
| Rosmolen Zeddam                        | Zeddam                 | Montferland            | Gelderland    | Korenmolen           | Maalvaardig      |      |
| De Rosmolen                            | Kampen                 | Kampen                 | Overijssel    | Korenmolen           | Maalvaardig      |      |
| Rosmolen Erve Kots                     | Lievelde               | Oost Gelre             | Gelderland    | Oliemolen            | Maalvaardig      |      |
| Grutterij Openluchtmuseum              | Arnhem                 | Arnhem                 | Gelderland    | Grutmolen            | Niet maalvaardig |      |
| Rosmolen Demen                         | Demen                  | Oss                    | Noord-Brabant | Karnmolen            | Maalvaardig      |      |
| Rosoliemolen Openluchtmuseum           | Arnhem                 | Arnhem                 | Gelderland    | Oliemolen            | Maalvaardig      |      |
| Rosmolen Wenum                         | Wenum-Wiesel           | Apeldoorn              | Gelderland    | ?                    | ?                |      |
| Rosmolen Bourtange                     | Bourtange              | Westerwolde            | Groningen     | Korenmolen/Karnmolen | Maalvaardig      |      |
| Rosmolen Borg Verhildersum             | Leens                  | Het Hogeland           | Groningen     | Karnmolen            | ?                |      |
| Rosmolen Uithuizermeeden               | Uithuizermeeden        | Het Hogeland           | Groningen     | Karnmolen            | ?                |      |
| Rosmolen Usquert                       | Usquert                | Het Hogeland           | Groningen     | Karnmolen            | ?                |      |
| Rosmolen De Izeren Kou                 | Allingawier            | Súdwest-Fryslân        | Friesland     | Karnmolen            | ?                |      |
| Rosmolen Fries landbouwmuseum          | Eernewoude             | Tietjerksteradeel      | Friesland     | Karnmolen            | Niet maalvaardig |      |
| Rosmolen museum De Brink               | Veenklooster           | Noardeast-Fryslân      | Friesland     | Karnmolen            | ?                |      |
| Karnmolen in de Windlust               | Wolvega                | Weststellingwerf       | Friesland     | Karnmolen            | ?                |      |
| Rosmolen de Karstenhoeve               | Ruinerwold             | De Wolden              | Drenthe       | Karnmolen            | ?                |      |
| Rosmolen Erve Hofman                   | Hellendoorn            | Hellendoorn            | Overijssel    | Karnmolen            | ?                |      |
| Rosmolen museumboerderij Staphorst     | Staphorst              | Staphorst              | Overijssel    | Karnmolen            | ?                |      |
| Karnmolen Kadoelen in Openluchtmuseum  | Arnhem                 | Arnhem                 | Gelderland    | Karnmolen            | ?                |      |
| Karnmolen Staphorst in Openluchtmuseum | Arnhem                 | Arnhem                 | Gelderland    | Karnmolen            | ?                |      |
| Wasserij Openluchtmuseum               | Arnhem                 | Arnhem                 | Gelderland    | Wasserij             | ?                |      |
| Rosmolen Midlum in Openluchtmuseum     | Arnhem                 | Arnhem                 | Gelderland    | Karnmolen/Dorsmolen  | ?                |      |
| Rosmolen De Weistaar                   | Maarsbergen            | Utrechtse Heuvelrug    | Utrecht       | Karnmolen            | ?                |      |
| Rosmolen Blaricum                      | Blaricum               | Blaricum               | Noord-Holland | Karnmolen            | Niet maalvaardig |      |
| Rosmolen Bergambacht                   | Bergambacht            | Krimpenerwaard         | Zuid-Holland  | ?                    | ?                |      |
| Rosmolen Vlist                         | Haastrecht             | Krimpenerwaard         | Zuid-Holland  | ?                    | ?                |      |
| Rosmolen Crimpenerhof                  | Krimpen aan den IJssel | Krimpen aan den IJssel | Zuid-Holland  | Karnmolen            | ?                |      |
| Rosmolen Wassenaar                     | Wassenaar              | Wassenaar              | Zuid-Holland  | ?                    | ?                |      |
| Rosmolen Het Hoogeland                 | Warffum                | Het Hogeland           | Groningen     | Karnmolen/Dorsmolen  | ?                |      |
| Rosmolen De Waal                       | De Waal                | Texel                  | Noord-Holland | Karnmolen            | Niet maalvaardig |      |
| Buskruitmolen (Leiden)                 | Leiden                 | Leiden                 | Zuid-Holland  | Kruitmolen           | Niet maalvaardig |      |